# Bashu, el pequeño extraño
Bashu, el pequeño extraño (en persa: باشو غریبه کوچک‎), es una película dramática iraní de 1986 dirigida por Bahram Beizai. La misma fue producida en 1986, y lanzada en 1989. Esta película multi-étnica fue la primera del cine iraní en hacer uso del idioma de Irán del norte, el Gilaki, en un contexto serio en lugar de como alivio cómico. (Susan Taslimi interpretó el personaje principal).
Bashu, the Little Stranger fue votada como la "Mejor Película Iraní de todos los tiempos", en noviembre de 1999 según una encuesta realizada por la revista persa de cine "Imagen de mundo" que contó con 150 críticos y profesionales de Irán.
En 2004 se informó que la película Kaazhcha se inspiró en esta película.

## Sinopsis
La película trata sobre un joven Afro-Iraní de Juzestán, provincia del sur de Irán, durante la Guerra Irán–Irak. Sus padres son asesinados en un bombardeo a su aldea y él escapa en un camión de carga hacia el norte. Finalmente encuentra refugio en la granja de una mujer gilak, Na i, quien tiene dos hijos pequeños. Inicialmente, Na i intenta ahuyentar a Bashu, pero después se apiada de él y deja comida para él. Aunque Na i es en principio ambivalente hacia Bashu, y él es inicialmente sospechoso de ella, llegan a confiar el uno en el otro, y Bashu se convierte en un miembro más de la familia, e incluso llama a Na i "mamá". Siendo que Bashu habla árabe, mientras que Na i y sus hijos hablan gilaki, tienen problemas para comunicarse el uno con el otro, aunque Bashu es capaz de hablar y leer persa (por ejemplo en la escena donde él recoge el texto escolar, leyendo un pasaje de este en un intento de apaciguar a los niños que lo golpean). En un gesto de reciprocidad y tal vez amor, Bashu se preocupa por Na i cuando ella cae enferma, como ella lo había hecho por él, llorando por ella.
Durante toda la película, Na i mantiene correspondencia con su marido, un veterano de guerra en búsqueda de empleo, que ha estado ausente durante bastante tiempo. Ella le dice acerca de Bashu, y le pide que regrese a casa a tiempo para ayudar con la cosecha. Bashu se convierte en ayudante de Na i en la granja, e incluso la acompaña al bazar para vender sus mercancías. Durante toda la película, Bashu tiene visiones de sus familiares muertos. 
Los otros adultos en el pueblo molestan a Na i acerca de haber tomado a Bashu, a menudo haciendo mofa de su piel oscura y su idioma diferente, y hacen comentarios sobre el lavado de la oscuridad de su piel. Además de los aldeanos adultos, los niños de edad escolar se burlan y golpean a Bashu, aunque los niños están, en última instancia, más dispuestos a aceptar a Bashu que los adultos. En una escena en la que es burlado, Bashu recoge un libro de texto y lee en voz alta un pasaje, declarando que "todos somos hijos de Irán". Antes de este punto, los niños habían asumido que Bashu era mudo o estúpido.

## Reparto
| Actor                | Personaje      |
| -------------------- | -------------- |
| Susan Taslimi        | Naii           |
| Parviz Poorhosseini  | Esposo de Naii |
| Adnan Afravian       | Bashu          |
| Bashu                | Adnan Afravian |
| Akbar Doodkar        |                |
| Farokhlagha Hushmand |                |

## Temas
A través de los intentos de Bashu por ganar la aceptación en un pueblo donde su piel oscura y su lengua árabe juzestaní transmiten su desplazamiento,  la película de Beyzai critica el etnocéntrico nacionalismo persa y desafía el sentimiento anti-negro en Irán, destacando la tensa relación entre el nacionalismo y el género.

### Género
Bashu funciona como una declaración en contra de la guerra y de los esfuerzos del gobierno posrevolucionario para restablecer los valores patriarcales. La última película en la trilogía de pueblos de Beyzai, trae sus dos principales arquetipos—la poderosa e independiente mujer y el idealista huérfano vagando juntos para redefinir el sentido de la nacionalidad y la condición de la mujer en Irán.
Durante toda la película, las diferencias lingüísticas hacen el camino de Bashu más difícil. El persa fue estandarizado como el idioma oficial de Irán en 1935. Se convirtió en el método predominante a través del cual los iraníes educados de diversas etnias, predominantemente hombres, podían comunicarse el uno con el otro. La normalización de los persas coincidió con un aumento dramático en el nacionalismo etnocéntrico persa, caracterizado por un aumento en la ostracización de la cultura y el idioma árabe, así como todos los demás que se desviaban de las recién definida normas persas. Como se ve en la película, esta normalización del etnocéntrismo nacionalista tuvo una consecuencia en las relaciones de género dentro de la nación; el estado de idiomas daba poco valor a las aldeas locales y, a menudo, excluía a las mujeres de los espacios de poder dentro de la estructura del estado-nación.

### Racismo
Transportando los sentimientos anti-negro que plagan Irán, los aldeanos en la película con frecuencia comparan a Bashu con el carbón, lo llamó ladrón y mal presagio, e intentan exfoliar su negrura para volverlo un "blanco limpio".  Su inteligencia y humanidad es sólo brevemente reconocida durante la escena en la que es acosado por niños locales de la aldea. Uno de los niños golpea a Bashu en el suelo, donde tiene dos opciones: una roca o un libro. Él toma el libro y lee una icónica línea nacionalista persa: "somos los hijos de Irán, Irán es nuestro país".  Sólo a través de esto Bashu es capaz de abrirse un espacio para existir en el pueblo.
A pesar de este evento, su color sigue marcándolo como un otro, como cuando los niños del pueblo se burlaron de él al cantar en su idioma nativo y realizar una danza ritual.
Bashu explora la posibilidad de comunicarse a través de la lingüística, geografía y etnia dividida en la construcción de una identidad iraní que es consciente de su diversidad. Mientras apunta a la lengua y la etnicidad como marcadores de otroridad en la actual estructura de la nación, la película sigue el proceso que transforma a Bashu en un igual para Na i y, a través de la autonomía de ella, también para los aldeanos.
Como la primera película en el cine iraní que desafía la idea de una sola nación, Bashu promueve étnicamente el sentido de la unidad que representa las crudas emociones humanas en escenas donde los protagonistas hablan en su lengua regional. El guilakí persa de Na i y el árabe juzestaní de Bashu funciona para intensificar la simbólica orquestación de las imágenes visuales y auditivas en la película, que presentan a Irán como un microcosmos, una nación multi-étnica que tiene que reconocer su variedad para trascender las limitaciones del etnocentrismo." La película fue capaz de promover el comentario social en un subversivo gobierno que era digno de mención en su momento.